# デジタル・チャリティ・ミュージックソン
デジタル・チャリティ・ミュージックソン（英字： DIGITAL CHARITY MUSICTHON）は、LFX mudigiにて、2001年から2006年12月23日から12月24日迄、配信していた24時間のチャリティーラジオ番組である。

## 番組概要
インターネットラジオ局である、LFX mudigiを運営している、ニッポン放送が毎年12月24日から12月25日に掛けて、放送している『ラジオ・チャリティ・ミュージックソン』のリレー番組で、本家である『チャリティミュージックソン』よりも1日早く番組を配信出来る事を売りにしている。
また、配信時はLFX mudigiの番組が動画で配信してる事もあり、当該番組も同じ配信形態を採用している。また、当時は最新通信方式だった3G携帯電話である、NTTドコモのFOMA回線を用いて、テレビ電話形式街頭募金の模様をインターネット中継したりと、ラジオメインの構成では無く動画メインでの番組構成を取られていた。

## 募金活動
本家のチャリティミュージックソンと略同じではあるが、電話での募金は受付けていない。また、パーソナリティが所属する芸能プロダクション主導で、チャリティグッズを販売した収益金も募金としてカウントされる。
但し、募金の収益金の合計は、最終報告では『ラジオ・チャリティー・ミュージックソン』と合算されるため、当該番組派生の金額は個別にカウントされない。
配信中時点では、2002年度は10万円程度だったが、2005年度は番組終了時点で600万円を超えるなど、年を追う毎に番組の認知度、浸透度は増していた。

## 配信プラットフォーム
LFX mudigiの旗艦番組である『ブロードバンドニッポン』と一緒である

## 出演者

### パーソナリティ一覧
| 回 | 放送年 | 総合司会・進行担当アナ | テーマソング                                         | 特記事項                                                         |
| -- | ------ | --- | ---------------------------------------------------- | ---------------------------------------------------------------- |
| 1  | 2001年 | ニッポン放送アナウンサーによるリレー形式                                                                                  | -                                                    | ワンマンDJスタイル、リスナーから寄せられたメールを読みながら放送 |
| 2  | 2002年 | ニッポン放送アナウンサーによるリレー形式                                                                                  | 「Eternal snow」（Changin' My Life）                 | ワンマンDJスタイル、リスナーから寄せられたメールを読みながら放送 |
| 3  | 2003年 | 佐藤江梨子 荘口彰久（当時：ニッポン放送アナウンサー）                                                                     | -                                                    | -                                                                |
| 4  | 2004年 | MEGUMI 桜庭亮平（当時：ニッポン放送アナウンサー） myco                                                                    | 「So Merry Christmas」（mihimaru GT）                | -                                                                |
| 5  | 2005年 | 瀬戸早妃 桜庭亮平（当時：ニッポン放送アナウンサー） （24日深夜帯）ビアンコネロ 冨田憲子（当時：ニッポン放送アナウンサー） | 「We love you.〜世界は君を愛してる〜」（雅-miyavi-） | サブタイトル:「24時間I Love You」                                |
| 6  | 2006年 | 青田典子 洗川雄司（ニッポン放送アナウンサー） （24日深夜帯） 荘口彰久（当時：ニッポン放送アナウンサー） 古川けんぢ        | -                                                    | サブタイトル:「A Song for You 〜大切なあなたに〜」               |